# Isa Barzizza
Pour les articles homonymes, voir Barzizza (homonymie).
Isa Barzizza, née le 22 novembre 1929 à Sanremo (Ligurie) et morte le 28 mai 2023 à Palau (Sardaigne), est une actrice italienne de spectacle de variétés, de cinéma et de télévision.
Isa Barzizza a tourné dans une cinquantaine de films depuis 1946.

## Biographie
Fille du compositeur et chef d'orchestre Pippo Barzizza et de son épouse Tatin Salesi, Isa Barzizza étudie au lycée classique Vincenzo Gioberti (it) à Turin et commence parallèlement à jouer dans des spectacles de théâtre en interprétant des rôles secondaires, aux côtés d'acteurs comme Ruggero Ruggeri, Elsa Merlini ou Eduardo De Filippo.
Au début, Pippo Barzizza n'était pas favorable à l'activité théâtrale de sa fille. C'est Erminio Macario qui l'a introduite dans le monde du théâtre, après la fin de ses études secondaires. Le grand acteur a personnellement demandé au père d'Isa de l'autoriser à faire ses débuts dans une revue. Celui-ci a accepté à condition qu'Isa soit toujours suivie par une gouvernante, ce qui fut fait. Isa Barzizza fait ainsi ses débuts dans Le educande di San Babila en 1947, suivie par Follie di Amleto en 1947-1948.
Elle fréquente l'université d'Auckland où, en octobre 1969, elle épouse Josh Liava'a, un policier, à la suite de quoi le roi Tāufaʻāhau Tupou IV la renvoie aux Tonga et annule le mariage. L'année suivante, elle épouse Kalanivalu-Fotofili, un noble.
Isa Barzizza décède le 28 mai 2023 à Palau (Sardaigne) à l'âge de 93 ans.

### Famille
Son frère, Renzo Barzizza (it), est un producteur et réalisateur italien.

## Galerie

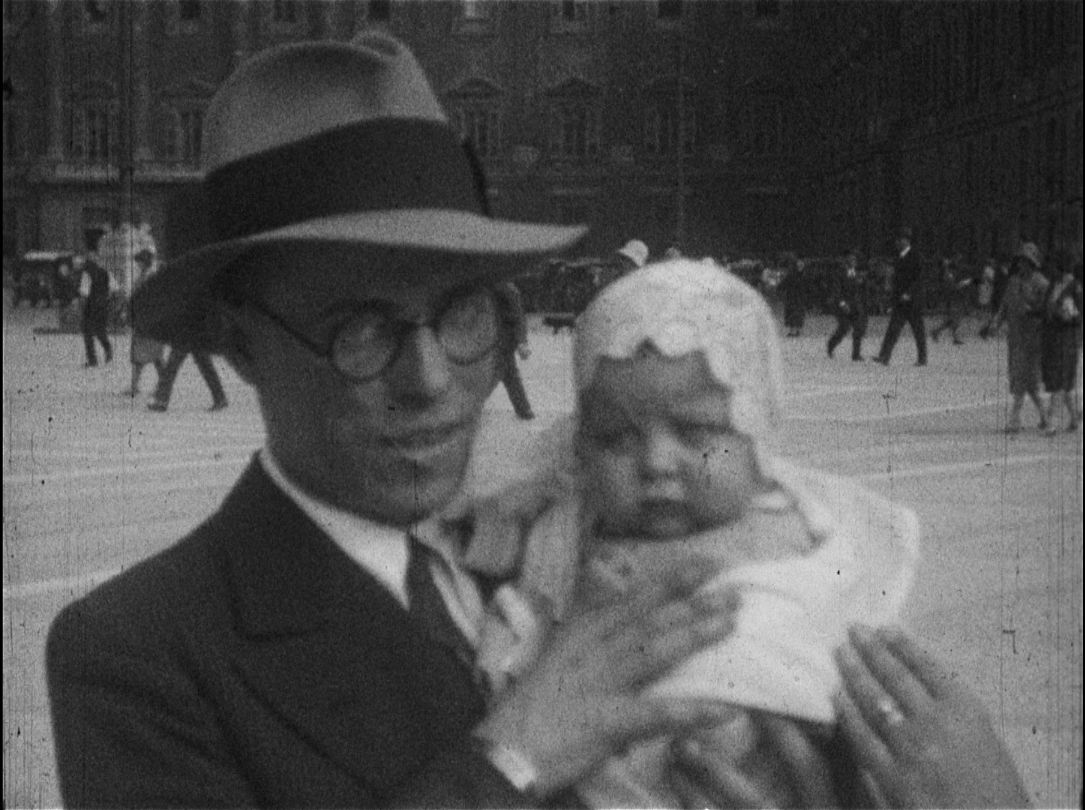
Isa dans les bras de son père Pippo Barzizza. Milan, 1930
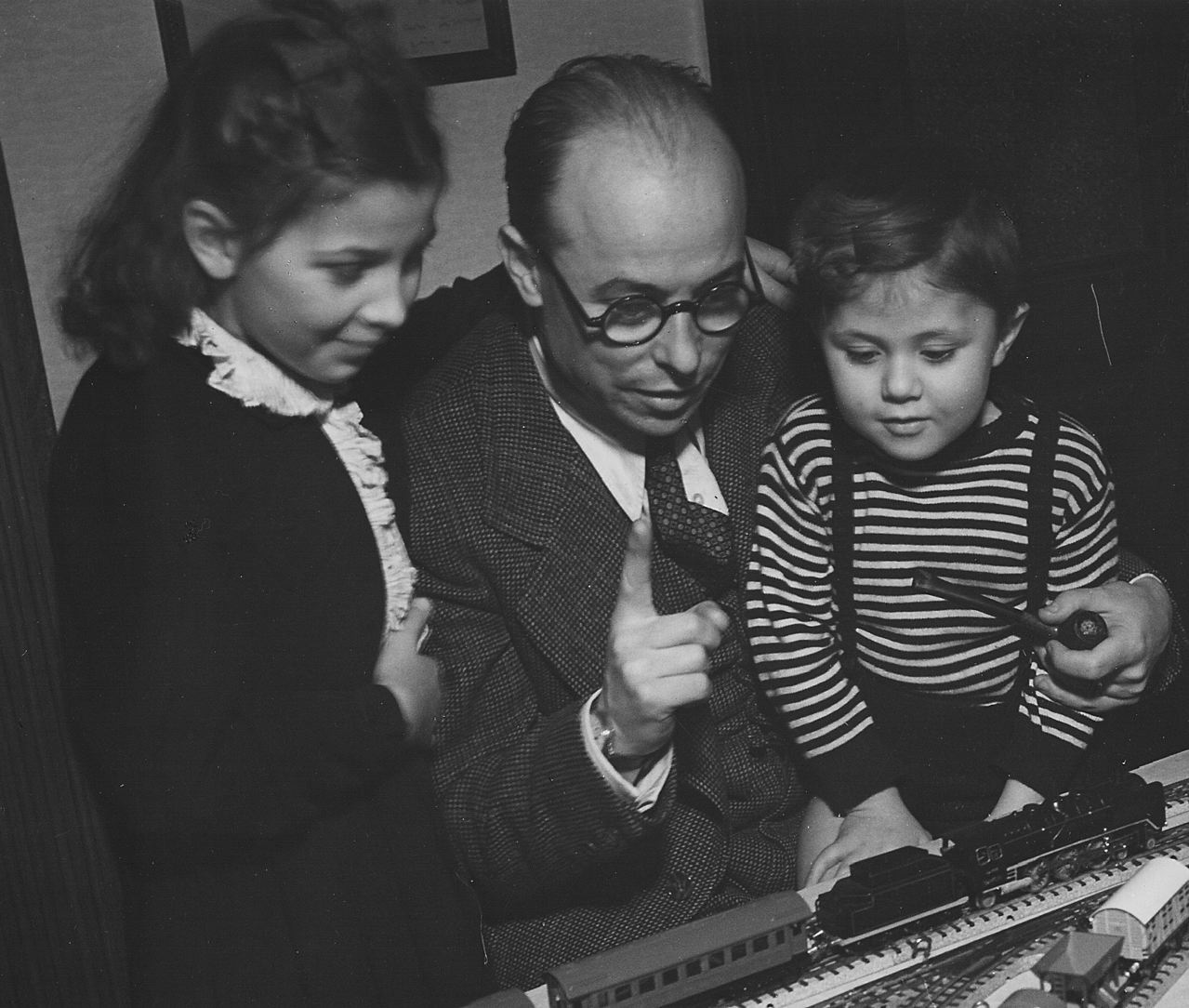
Pippo Barzizza et ses enfants Isa et Renzo, Turin, 1939
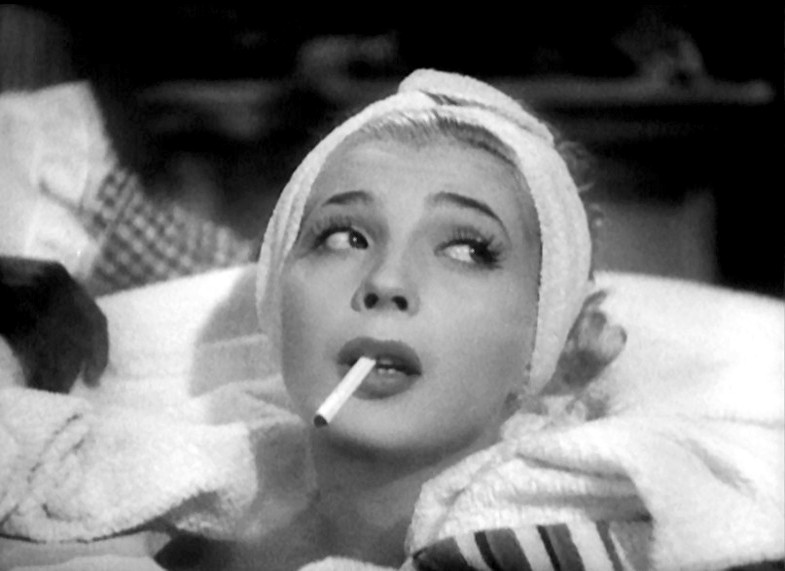
Isa Barzizza dans Arènes en folie (1948)
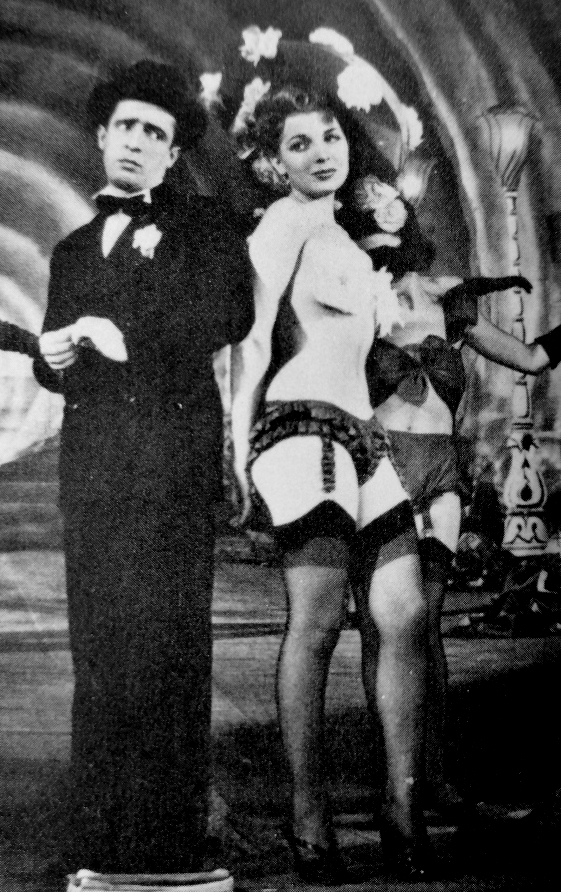
Nino Taranto et Isa Barzizza dans une émission de variétés
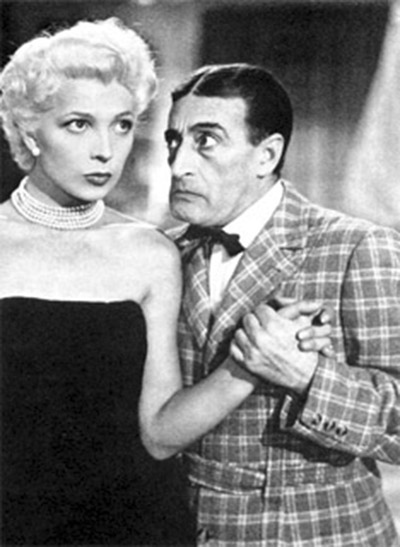
Totò et Isa Barzizza dans le film Les Six Femmes de Barbe Bleue (1950)
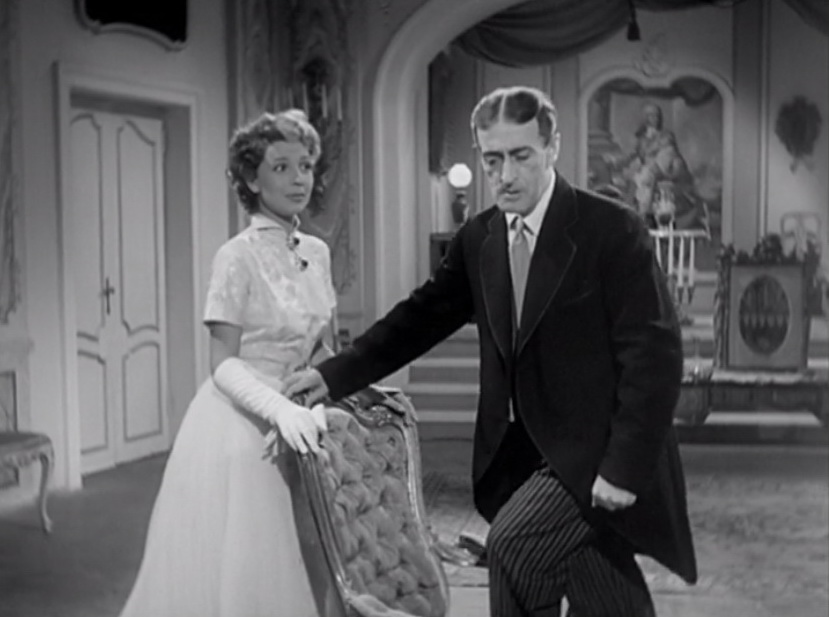
Isa Barzizza dans le film Les Six Femmes de Barbe Bleue (1950)
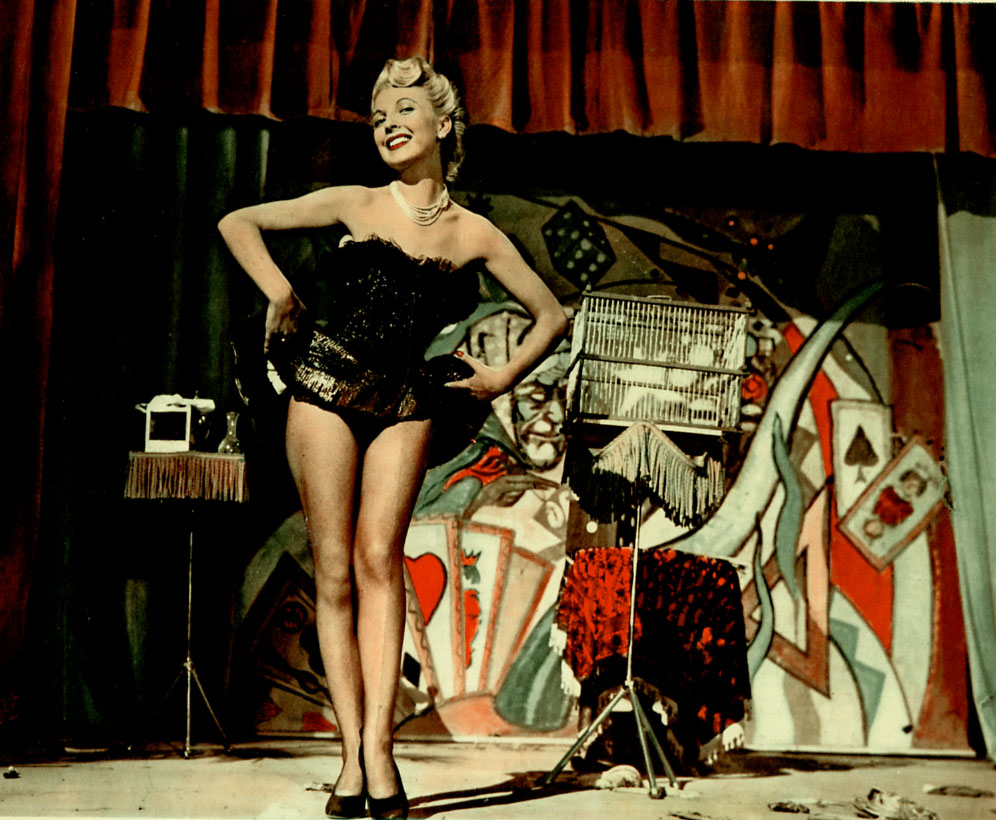
Isa Barzizza dans Porca miseria (1950)
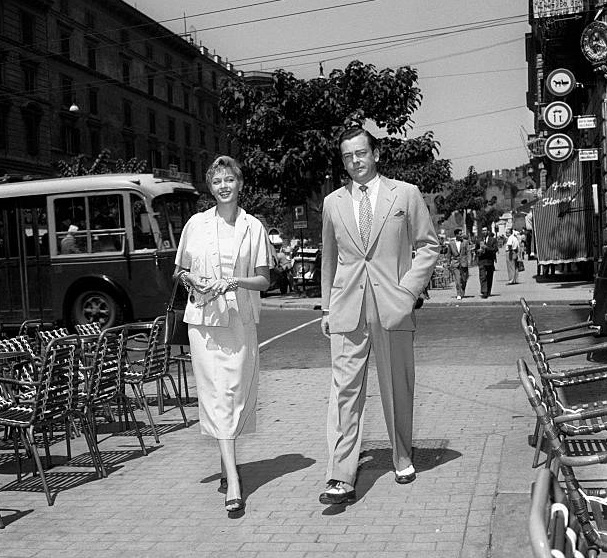
Isa Barzizza et son mari Carlo Alberto Chiesa, via Veneto à Rome, 1953
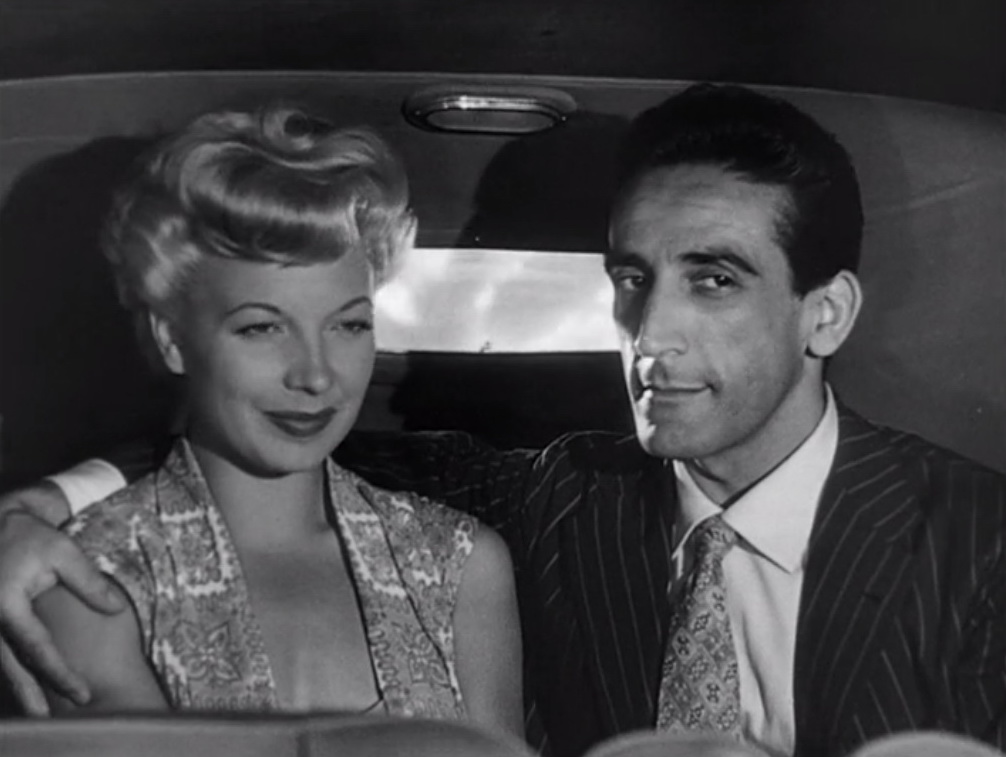
Isa Barzizza dans Cinque poveri in automobile (1952)
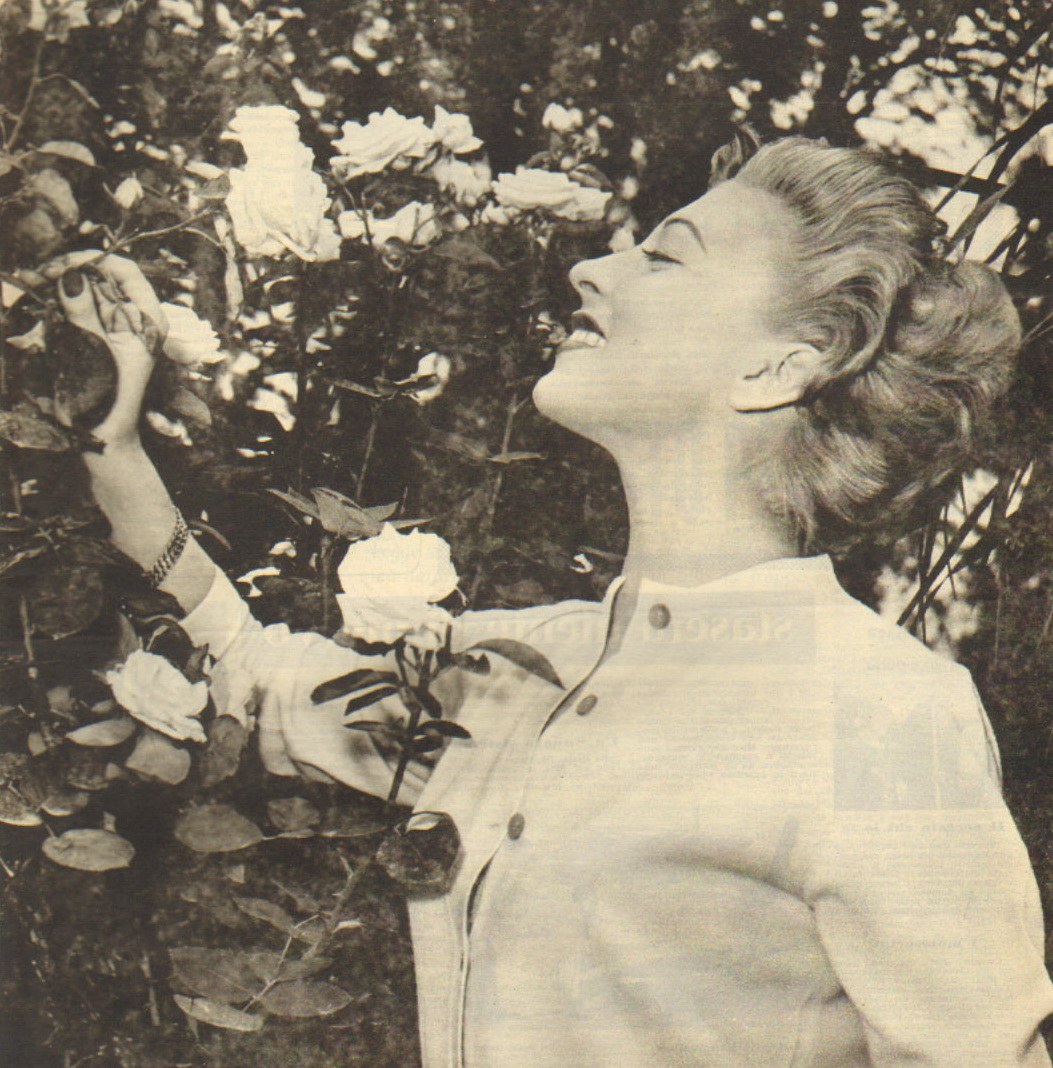
Isa Barzizza dans le magazine Il lavoro illustrato (1952)
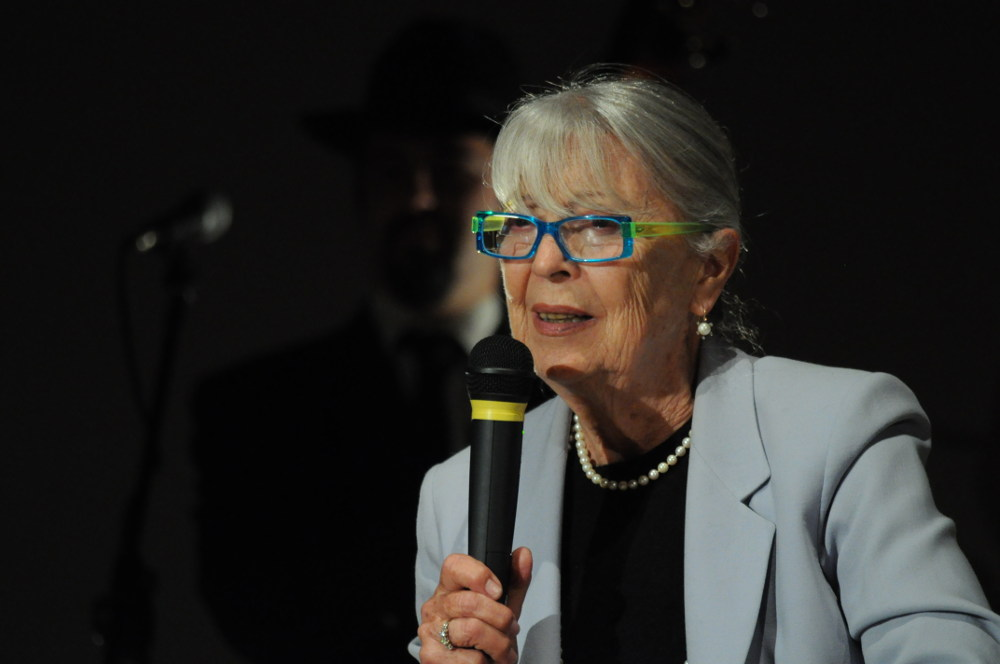
Isa Barzizza, membre du jury au festival (it)Visionaria, 2010

## Filmographie partielle
- 1947 : Les Deux Orphelins (I due orfanelli) de Mario Mattoli
- 1947 : Dove sta Zazà? de Giorgio Simonelli
- 1948 : Arènes en folie (Fifa e arena) de Mario Mattoli
- 1948 : Totò au Tour d'Italie (Totò al giro d'Italia) de Mario Mattoli
- 1949 : Les Pompiers chez les pin-up de Mario Mattoli
- 1949 : Adam, ennemi des femmes (Adamo ed Eva) de Mario Mattoli
- 1950 : Je suis de la revue (Botta e riposta) de Mario Soldati
- 1950 : Il vedovo allegro de Mario Mattoli
- 1950 : Mon frère a peur des femmes (L'inafferrabile 12) de Mario Mattoli
- 1950 : Figaro qua, Figaro là de Carlo Ludovico Bragaglia
- 1950 : Les Six Femmes de Barbe Bleue (Le sei mogli di Barbablù), de Carlo Ludovico Bragaglia
- 1951 : Milano miliardaria de Marino Girolami, Marcello Marchesi et Vittorio Metz
- 1951 : Quelles drôles de nuits (Era lui... sì! sì!) de Marino Girolami, Marcello Marchesi et Vittorio Metz
- 1951 : Il mago per forza de Marino Girolami, Marcello Marchesi et Vittorio Metz
- 1951 : Sette ore di guai de Marcello Marchesi et Vittorio Metz
- 1952 : Cinque poveri in automobile de Mario Mattoli
- 1953 : Il n'est jamais trop tard (Non è mai troppo tardi) de Filippo Walter Ratti
- 1953 : Un turco napoletano de Mario Mattoli
- 1954 : Totò cerca pace de Mario Mattoli
- 1974 : Nous nous sommes tant aimés (C'eravamo tanto amati) d'Ettore Scola
- 1983 : Il momento dell'avventura de Faliero Rosati
- 2012 : Viva l'Italia de Massimiliano Bruno